# 아라시 (음악 그룹)
아라시(일본어: 嵐, 영어: Arashi)는 일본의 남성 아이돌 그룹이다. 소속 사무소는 STARTO ENTERTAINMENT이며, 소속 레코드 회사는 제이스톰이다. 
1999년 9월 15일 하와이 호놀룰루에서 기자회견을 열어 그룹 결성을 알리고, 같은 해 11월 3일 첫 싱글 A・RA・SHI를 통해 데뷔하였다. 2021년 1월 1일부터 그룹 활동을 휴지하는 중이다. 

## 이름의 유래
〈아라시〉라고 하는 그룹명은, 〈세계에 아라시(폭풍우)를 일으킨다〉 〈연예계에 아라시(폭풍우)를 일으킨다〉라는 의미 외, 첫 글자가 오십음에서도 가장 처음인 “아”, 알파벳에서도 가장 처음인 “A”로, 〈정점에 선다〉라는 의미가 담겨 있다.

## 역사

### 1999 ~ 2003
1999년 9월 15일, 하와이주 호놀룰루 크루즈 여객선에서 데뷔 기자 회견을 진행했다. 결성 및 CD 데뷔가 발표되었다.
11월 3일, 〈A·RA·SHI〉로 CD 데뷔했다. 오리콘 싱글 랭킹에서 첫 주간 1위를 획득했다.
2000년 4월, 〈SUNRISE일본/HORIZON〉으로 그룹 첫 월간 1위를 했다.
4월 6일, 첫 콘서트 《FIRST CONCERT 2000》을 개최했다.
2001년 10월 3일, 심야 프로그램 《한밤중의 아라시》가 방송되기 시작했다.
11월 7일, 소속 레코드 회사를 포니캐년에서 제이스톰으로 이적했다.
2002년, 심야 프로그램 《C의 아라시!》가 방송되기 시작했다. 《C의 아라시!》는〈클레임의 아라시〉의 약어로, 아라시의 멤버들이 관공서나 기업의 클레임 처리를 대행했다.
10월 18일, 아라시 전원이 출연한 영화 《PIKA☆NCHI LIFE IS HARD 그렇지만 HAPPY》가 개봉했다.
2003년, 심야 프로그램 《D의 아라시》가 방송되기 시작했다. 《D의 아라시》는〈도큐멘트의 아라시〉의 약어로, 기자로 분장한 멤버가 취재나 실험을 했다.

### 2004 ~ 2007
3월 1일, 아라시 전원이 출연한 영화 《PIKA☆☆NCHI LIFE IS HARD 그래서 HAPPY》가 개봉했다.
8월 21일·22일, 《24시간 TV 〈사랑은 지구를 구한다〉》 제27대 메인 퍼스널리티를 맡는다.
2005년, 개편한 심야 프로그램 《G의 아라시!》가 방송 개시. 〈G〉는 〈간바레!(힘내!)〉의 약어로 응원단으로 분장한 멤버가 곤란해 하고 있는 사람에게 실제로 응원하러 가는 내용으로 구성되었다. 《마고마고 아라시》가 방송되기 시작되었다. 멤버가 하루동안 노부부의 손자가 되어 집안일을 돕는다.
2006년, 첫 아시아 투어를 진행했다.
3월 11일, 니노미야 카즈나리가 할리우드 영화 《이오지마에서 온 편지》의 촬영 스케줄로 인해 미국으로 출국했다. 4월 25일에 귀국할 때까지 당분간은 4명으로 활동하게 되었다.
7월 31일, 캠페인 《JET STORM》을 실시했다.
9월 22일, 대한민국 광주월드컵경기장에서 열린 《제3회 아시아 송 페스티발》에 출연했다.
개편한 심야 프로그램 《아라시의 숙제군》이 방송되기 시작했다.《아라시의 숙제군》은 아라시가 토크를 전개해 가는 시청자 참가형 버라이어티 방송이다.
2007년, 4월 29일부터의 투어로 그룹 첫 돔 공연이자 도쿄 돔 첫 단독 공연을 개최하게 되었다.
4월 4일, 아라시가 출연한 영화 《황색눈물》이 개봉했다. 오리콘 연간 싱글 랭킹에서 《Love so sweet》가 4위를 차지해, 처음으로 연간 톱10에 들어가는 결과를 냈다.

### 2008 ~ 2009
2008년, 그룹 첫 5대 돔 투어를 실시했다. 공연 첫날인 6월 1일, 나고야 돔 공연의 리허설을 하던 도중 사쿠라이 쇼가 무대에서 떨어져 오른손이 골절되었고 다리 관절을 삐었다. 사쿠라이만 결석이 제안되었지만 본인의 의향으로 당일 라이브에서는 춤추지 않고 서서 노래했다.
2번째 아시아 투어를 도쿄, 타이베이, 서울, 상하이에서 개최했다. 도쿄 공연은 국립경기장에서 개최되었는데, 그룹이 단독으로 콘서트를 국립경기장에서 개최한 것은 SMAP, DREAMS COME TRUE에 이어 3번째이다. 중국에서의 단독 공연은 쟈니즈 사무소에 소속된 가수로서는 처음이다.
그룹 역사 상 처음으로 프라임 타임에 그룹의 이름을 내건 프로그램 《비밀의 아라시 짱!》이 방송되기 시작했다. 주변의 의문이나 고민의 해결에 도전하는 실험형 버라이어티이다. 토요일 오후 12시에 후지TV에서 《VS아라시》가 방송되기 시작했다.
8월 30일·31일, 《24시간 TV》 제31대 메인 퍼스널리티를 맡음으로써 2번째로 메인 퍼스널리티를 담당하게 되었다.
연간 오리콘 싱글 랭킹 연간 1·2위를 독차지했다. 미야 시로와 핑카라 트리오, 핑크레이디, 히카루GENJI, 프린세스 프린세스에 이어 5번째이다.
2009년, 멤버 전원이 10주년을 기념해 《5×10》을 작사했다. 멤버 전원이 감사의 말을 쓴 색종이 5000장을 추첨으로 팬클럽 회원에게 증정했다.
2번째 5대 돔 투어를 개최했다. 투어 중 삿포로 돔에서 개최된 삿포로 공연에서 삿포로 돔 사상 최다 관객을 동원했다. 국립 경기장에서는 가수 최초로 3일간 연속 공연을 개최했다.
3월 2일, 제23회 일본 골드 디스크 대상에서, 〈싱글 오브 더 이어〉를 〈truth/바람의 저편으로〉가, 〈더 베스트 10 싱글〉을 〈One Love〉·〈truth/바람의 저편으로〉·〈Beautiful days〉가, 〈더 베스트 뮤직 비디오〉를 《SUMMER TOUR 2007 FINAL Time -말의 힘-》이 수상했다.
《ARASHI AROUND ASIA 2008 in TOKYO》가 그룹 역사 상 처음으로 DVD 작품 상반기 종합 1위를 차지했다.
9월 2일 그룹 역사 상 처음으로 베스트 앨범 《All the BEST! 1999-2009》이 밀리언 셀러를 달성했다.
11월 3일 그룹 이름을 내건 프로그램 《VS아라시》의 골든 진출 회견을 실시한다.
11월 20일, 《아라시 in 도쿄 디즈니시 프리미엄 이벤트》가 개최되어, 하우스식품의 캠페인에 당첨된 7050명이 초대되었다.
오리콘 연간 차트 4관왕을 앨범·싱글·DVD·총매상 부문에서 사상 최초로 달성했다: 싱글 〈Believe/흐림 후, 쾌청〉, 앨범 《All the BEST! 1999-2009》, DVD 《5×10 All the BEST! CLIPS 1999-2009》. 동시에 오리콘 싱글 부문 사상 최초로 2년 연속 1위, 2위를 차지했다. 톱5 내에 4개의 작품을 동시에 랭크인하였고 톱3을 독점했다.
《5×10 All the BEST! CLIPS 1999-2009》이 59.1만매가 판매되어 신기록을 달성해 음악 DVD 매상 역대 1위를 획득했다. 음악 DVD 연간 1위를 《5×10 All the BEST! CLIPS 1999-2009》, 2위를 《ARASHI AROUND ASIA 2008 in TOKYO》가 획득했다.
12월 31일, 《제60회 NHK 홍백가합전》에 처음으로 출연했다. 지상파인 NHK에 그룹으로서 출연하는 것은 처음이다.

### 2010 ~ 2012
2010년, 3번째 5대 돔 투어를 개최한다. 국립경기장에서 공연을 개최한 가수 최초로 4일간의 공연을 감행했다. 아라시 개최 공연 최다 관객 수 86만명을 동원했다.
제24회 일본 골드 디스크 대상에서 사상 최초로 10관왕을 달성했다. 〈아티스트 오브 더 이어〉를 수상했다.
멤버가 즉흥적으로 프로그램에 응하는 내용이 주가 되는 《아라시니시야가레》가 방영을 시작하였다.
드라마 DVD 사상 최고 초동 매상을 《최후의 약속》이 기록했다.
국토교통성·관광청이 관광 입국 추진을 위해 기용하는 초대(初代)〈관광 입국 네비게이터〉라는 볼런티어로서 취임했다.
8월, 《Music Lovers》에서 쟈니스 사무소 소속 가수 최초로 남성 한정 라이브를 개최했다.
9월 5일 일본항공(JAL) 국내선에 〈JAL 아라시 JET〉가 취항했다. 같은 사무소에서는 〈서유기〉로 취항하게 된 카토리 싱고에 이어 2번째이다.
10월 11일에 오리지널 앨범 《내가 보고 있는 풍경》이 밀리언 달성했다. 오리지널 앨범으로서는 사상 최다 매수가 되는 110만매를 달성했다.
10월 13일, 〈JAL 아라시 밀리언 JET〉가, 일본항공의 도쿄-오사카, 삿포로, 후쿠오카간에 취항하는 것이 발표되었다.
11월 3일, 《제61회 NHK 홍백가합전》의 백조 사회 기용이 결정. 그룹으로의 홍백 사회 담당은 홍조·백조 합쳐 사상 최초이다.
이것을 기회로 2012년 《제63회 NHK 홍백가합전》까지 3년 연속으로 백조 사회를 담당했다.
오리콘 연간 앨범 부문 1위, 19위·사상 최초가 되는 톱10내 6작 동시 랭크 인·음악 DVD 부문 1위, 3위를 달성했다.
DVD 《ARASHI Anniversary Tour 5×10》이 사상 신기록이 되는 78.6만 매를 달성. 오리지널 앨범 《내가 보고 있는 풍경》이 앨범 세계 차트 37위를 획득. 일본으로부터 유일한 랭크 인이 되었다. 자신의 음악 DVD 총 매상 수가 273.2만 매를 돌파해 음악 DVD 총 매상 역대 1위를 획득.
2011년 1월 5일, 제25회 골드 디스크 대상에서 〈더 앨범 오브 더 이어〉에 《내가 보고 있는 풍경》, 〈더 베스트 싱글 5〉에 《Troublemaker》·《Monster》, 〈더 베스트 뮤직 비디오〉에 《ARASHI Anniversary Tour 5×10》이 입상. 2년 연속이 되는 〈아티스트 오브 더 이어〉를 수상했다.
《ARASHI 10-11 TOUR "Scene"~내가 보고 있는 풍경~ STADIUM》이 음악 DVD 사상 최초인 초동 60만매를 넘은 61만 매를 달성. 동시에 아티스트별 역대 음악 DVD 총 매상 매수 기록을 394.9만 매로 갱신했다. 음악 DVD 역대 초동 매상 1위를 《ARASHI 10-11 TOUR "Scene"~너와 내가 보고 있는 풍경~ STADIUM》, 2위를 《ARASHI Anniversary Tour 5×10》, 3위를 《5×10 All the BEST! CLIPS 1999-2009》이 획득. 음악 DVD 초동 매상 역대 TOP3 독점을 달성했다.
그룹의 음악 DVD 총 매상이 401만 매를 달성. 음악 DVD 시장에 있어서, 첫 400만매 돌파가 되었다.
2012년, 《제63회 NHK 홍백가합전》과 《24시간 TV 35》의 양쪽의 사회를 담당. 한 해에 저 두 프로그램의 양쪽 사회 담당은 2008년의 나카마 유키에 이래 2번째이다.
6월 4일 자 오리콘 DVD 종합 주간 차트에서 《ARASHI LIVE TOUR Beautiful World》를 57.2만 매의 매상을 올려, 첫 등장 1위를 획득했다. 이번 작품으로 DVD 종합 매상 매수가 614.4만 매가 되어, 사상 최초 600만 매 돌파, 역대 1위 기록을 갱신했다.
11월 16일 ~ 1월 13일, 전국 5개소를 도는 5대 돔 투어 《ARASHI LIVE TOUR Popcorn》를 개최했다.

### 2013
1월 1일 방송의 《아라시니 시야가레》 SP에서 2년 연속이 되는 《24시간 TV》의 메인 퍼스낼리티를 맡는 것이 발표되었다. 역대 최다가 되는 4번째 《24시간 TV》 메인 퍼스낼리티 담당이 된다.
1월 7일 자 오리콘 주간 DVD 차트에서 《ARASHI 아라페스 NATIONAL STADIUM 2012》를 첫주 62.4만 매의 매상을 올려, 첫 등장 1위를 획득했다. 첫주 60만 매 돌파는 《ARASHI 10-11 TOUR "Scene"~너와 내가 보고 있는 풍경~ STADIUM》(2011년) 이래로, 동시에 《ARASHI 10-11 TOUR "Scene"~너와 내가 보고 있는 풍경~ STADIUM》의 첫주 매상 기록 61.8만 매를 넘어, 음악 DVD 첫주 매상 역대 최고 기록을 갱신했다. 다음주인 1월 14일 자 오리콘 주간 DVD 차트에서도 5.5만 매의 매상을 올려, 2주째 1위를 획득했다. 이것에 의해 아라시의 총매상은 705.7만 매가 되어, 전인미답이 되는 DVD 총매상 700만 매를 돌파, 역대 1위 기록을 갱신했다. 더해, 다음주인 1월 21일 자 오리콘 주간 DVD 차트에서도 2.7만 매의 매상을 올려, 3주째가 되는 1위를 획득했다. 음악 DVD에 의한 종합 차트에서의 3주 연속 1위는 《Mr.Children DOME TOUR 2009 ~SUPERMARKET FANTASY~ IN TOKYO DOME》(Mr.Children, 2010년) 이래 2년 8개월 만이다. 아라시의 DVD에서는 《ARASHI AROUND ASIA 2008 in TOKYO》(2009년)에 이은 2번째로, 1999년의 오리콘 DVD 랭킹 집계 개시 이래, 동일 아티스트에 의한 3주 이상의 복수주 1위 획득 자품의 복수회 달성은 사상 최초가 된다.
9월 21일, 22일에 사상 최초 6년 연속이 되는 국립경기장에서의 콘서트 《아라페스 '13》을 개최. 2014년에 사상 최초 6년 연속이 되는 국립경기장에서의 콘서트 《아라페스 '13》을 개최. 2014년에 국립경기장이 개수 공사에 들어가기 때문에, 현 상태에서의 국립경기장 최후의 콘서트가 되었다.
10월 18일, 《제64회 NHK 홍백가합전》의 백조 사회를 4년 연속으로 담당하는 것이 NHK로부터 발표되었다.
11월 8일 ~ 12월 22일, 전국 5개소를 도는 5대 돔 투어 〈ARASHI Live Tour 2013 “LOVE”〉를 개최.
11월 25일, 《제64회 NHK 홍백가합전》에 백조 가수로서 5년 연속 5회째 출장하는 것이 NHK로부터 발표되었다.
12월 15일, 《제46회 오리콘 연간 랭킹 2013》에서, 음악 소프트 연간 총매상액 1위의 아티스트에게 보내는 〈아티스트별 토털 세일즈〉를 수상했다. 총매상은 141.9억 엔. 2009·10년에 이어 3년 만의 3번째 수상으로, 16부문 중 최다인 6관을 획득했다.

### 2014
6월 7일부터 6월 29일까지 오사카 돔과 도쿄 돔에서 〈아라시의 와쿠와쿠 학교 2014 ~우정이 더 깊어지는 돔 합숙~〉을 개최했다. 8월 1일부터 8월 31일까지 도쿄 돔 시티 홀에서 그룹이 출연한 영화 ⟪피칸☆★☆치 LIFE IS HARD 아마도 HAPPY⟫가 상영되었다. 9월 19일부터 9월 20일까지 하와이에서 〈ARASHI BLAST in Hawaii〉를 개최했다. 11월 7일, NHK에서 〈아라시 LIVE & DOCUMENT ~15년째의 고백~〉을 방영했다. 11월 14일부터 12월 23일까지 5대 돔 투어 <ARASHI LIVE TOUR 2014 DIGITALIAN>을 개최했다. 12월 31일 <제65회 NHK 홍백가합전>에 출연하였다.

### 2015
6월 6일부터 6월 28일까지 오사카 돔과 도쿄 돔에서 〈아라시의 와쿠와쿠 학교 2014 ~일본이 더 재밌어지는 사계절 수업~〉을 개최했다. 9월 19일부터 9월 23일까지 미야기 스타디움에서 〈ARASHI BLAST in Miyagi〉를 개최했다. 11월 6일부터 12월 27일까지 5대 돔 투어 <ARASHI LIVE TOUR 2015 Japonism>을 개최했다. 12월 31일 <제66회 NHK 홍백가합전>과 도쿄 돔에서 열린 <자니즈 카운트다운 2015-2016>에 출연하였다.

### 2020-현재
- 2021년 1월 1일부터 활동 휴지에 들어갔다.
- 아이바 마사키, 사쿠라이 쇼, 니노미야 카즈나리은 개인으로 활동 중.
- 마츠모토 준은 프로듀서와 배우활동을 겸임 하고 있다.
- 오노 사토시는 연예계 활동을 중단했다.
- 마츠모토 준과 오노 사토시는 댄서중에서는 투탑이다.

## 음반 목록
| 싱글 | 오리지널 | 베스트 |
| --- | --- | --- |
| - 《A・RA・SHI》(1999년) - 《SUNRISE일본/HORIZON》(SUNRISE日本/HORIZON, 2000년) - 《태풍 제너레이션 -Typhoon Generation-》(台風ジェネレーション -Typhoon Generation-, 2000년) - 《감사 감격 비 폭풍우》(感謝カンゲキ雨嵐, 2000년) - 《널 위해 내가 있어》(君のために僕がいる, 2001년) - 《시대》(時代, 2001년) - 《a Day in Our Life》(2002년) - 《나이스한 마음가짐》(ナイスな心意気, 2002년) - 《PIKA☆NCHI》(2002년) - 《망설이면서》(とまどいながら, 2003년) - 《맨발의 미래/말보다 소중한 것》(ハダシの未来/言葉より大切なもの, 2003년) - 《PIKA★★NCHI DOUBLE》(2004년) - 《벚꽃 피어나라》(サクラ咲ケ, 2005년) - 《WISH》(2005년) - 《분명 괜찮을 거야》(きっと大丈夫, 2006년) - 《푸른 하늘 페달》(アオゾラペダル, 2006년) - 《Love so sweet》(2007년) - 《We can make it!》(2007년) - 《Happiness》(2007년) - 《Step and Go》(2008년) - 《One Love》(2008년) - 《truth/바람의 저편으로》(truth/風の向こうへ, 2008년) - 《Beautiful Days》(2008년) - 《Believe/흐림 후, 쾌청》(Believe/曇りのち、快晴, 2009년) - 《내일의 기억/Crazy Moon~당신은 무적~》(明日の記憶/Crazy Moon〜キミ・ハ・ムテキ〜, 2009년) - 《Everything》(2009년) - 《마이 걸》(瞳の中のGalaxy/Hero, 2009년) - 《Troublemaker》(2010년) - 《Monster》(2010년) - 《To be free》(2010년) - 《Løve Rainbow》(2010년) - 《Dear Snow》(2010년) - 《끝없는 하늘》(果てない空, 2010년) - 《Lotus》(2011년) - 《미궁 러브송》(迷宮ラブソング, 2011년) - 《와일드 앳 하트》(ワイルド アット ハート, 2012년) - 《Face Down》(2012년) - 《Your Eyes》(2012년) - 《Calling/Breathless》(2013년) - 《Endless Game》(2013년) - 《Bittersweet》(2014년) - 《GUTS!》(2014년) - 《아무도 모른다》(誰も知らない, 2014년) - 《Sakura》(2015년) - 《푸른 하늘 아래, 너의 옆》(青空の下、キミのとなり, 2015년) - 《사랑을 외쳐》(愛を叫べ, 2015년) - 《부활LOVE》(復活LOVE, 2016년) - 《I seek/Daylight》(2016년) - 《Power of the Paradise》(2016년) - 《I'll Be There》(2017년) - 《이어짐》(つなぐ, 2017년) - 《Doors ~용기의 궤적~》(Doors 〜勇気の軌跡〜, 2017년) - 《Find The Answer》(2018년) - 《여름질풍》({夏疾風}), (2018년) - 《너의 노래》({君のうた}), (2018년) | - 《ARASHI No.1~아라시는 폭풍우를 부른다~》(ARASHI No.1〜嵐は嵐を呼ぶ〜, 2001년) - 《HERE WE GO!》(2002년) - 《How's it going?》(2003년) - 《자, Now》(いざッ、Now, 2004년) - 《One》(2005년) - 《ARASHIC》(2006년) - 《Time》(2007년) - 《Dream "A" live》(2008년) - 《내가 보고 있는 풍경》(僕の見ている風景, 2010년) - 《Beautiful World》(2011년) - 《Popcorn》(2012년) - 《LOVE》(2013년) - 《THE DIGITALIAN》(2014년) - 《Japonism》(2015년) - 《Are you happy?》(2016년) - 《「untitled」》(2017년) - 《君のうた'》(2018) | - 《아라시 Single Collection 1999-2001》(嵐 Single Collection 1999-2001, 2003년) - 《5×5 THE BEST SELECTION OF 2002←2004》(2004년) - 《All the BEST! 1999-2009》(2009년) - 《우라 아라시 마니아》(ウラ嵐マニア, 2012년) - 《All the BEST! 1999-2019》(2019년) |

### 사운드트랙
- PIKA☆NCHI LIFE IS HARD 그렇지만 HAPPY THE ORIGINAL MOTION PICTURE SOUNDTRACK (2002년 10월 30일)
- 황색눈물 오리지널 사운드트랙 (2007년 4월 4일)

### CD 미수록곡
JASRAC 공식 사이트상의 〈작품 데이터 베이스 검색 서비스〉에서의 등록 내용을 기초로 기술.
- 好きだった / 좋아했어 (작사: 아이다 타케시 / 작곡: 마카이노 코지) JASRAC 작품 코드:086-8264-0
- 儚く散れ…SUBETE!! / 덧없이 떨어져라…SUBETE!! (작사·작곡: 니노미야 카즈나리) JASRAC 작품 코드:113-1283-1
- ペーパーライダー / 페이퍼 라이더 (작사: 유즈키 미유 / 작곡: 무나카타 히토시) JASRAC 작품 코드:089-5055-5
- リグレス・オブ・プログレス / 리그레스 오브 프로그레스 (작사: 니노미야 카즈나리 / 작곡: 도모토 쯔요시) JASRAC 작품 코드:102-2752-1

## 영상 작품
|    | 발매일           | 타이틀                                                    | 의미                                                        | 비고             |
| -- | ---------------- | --------------------------------------------------------- | ----------------------------------------------------------- | ---------------- |
| 1  | 2000년 6월 28일  | スッピンアラシ                                            | 맨얼굴 아라시                                               | 라이브 영상 작품 |
| 2  | 2002년 6월 12일  | ALL or NOTHING                                            |                                                             | 라이브 영상 작품 |
| 3  | 2003년 12월 17일 | How's it going? SUMMER CONCERT 2003                       |                                                             | 라이브 영상 작품 |
| 4  | 2005년 1월 1일   | 2004 嵐! いざッ、Now Tour!!                               | 2004 아라시! 자, Now Tour!!                                 | 라이브 영상 작품 |
| 5  | 2007년 5월 23일  | ARASHI AROUND ASIA Thailand-Taiwan-Korea                  |                                                             | 라이브 영상 작품 |
| 6  | 2007년 10월 17일 | ARASHI AROUND ASIA+ in DOME                               |                                                             | 라이브 영상 작품 |
| 7  | 2008년 4월 16일  | SUMMER TOUR 2007 FINAL Time -コトバノチカラ-              | SUMMER TOUR 2007 FINAL Time -말의 힘-                       | 라이브 영상 작품 |
| 8  | 2009년 3월 25일  | ARASHI AROUND ASIA 2008 in TOKYO                          |                                                             | 라이브 영상 작품 |
| 9  | 2009년 10월 28일 | 5×10 All the BEST! CLIPS 1999-2009                        |                                                             | 뮤직 클립 DVD    |
| 10 | 2010년 4월 7일   | ARASHI Anniversary Tour 5×10                              |                                                             | 라이브 영상 작품 |
| 11 | 2011년 1월 26일  | ARASHI 10-11 TOUR "Scene"〜君と僕の見ている風景〜 STADIUM | ARASHI 10-11 TOUR "Scene"~너와 내가 보고 있는 풍경~ STADIUM | 라이브 영상 작품 |
| 12 | 2011년 6월 15일  | ARASHI 10-11 TOUR "Scene"〜君と僕の見ている風景〜 DOME+   | ARASHI 10-11 TOUR "Scene"~너와 내가 보고 있는 풍경~ DOME+   | 라이브 영상 작품 |
| 13 | 2012년 5월 23일  | ARASHI LIVE TOUR Beautiful World                          |                                                             | 라이브 영상 작품 |
| 14 | 2012년 12월 26일 | ARASHI アラフェス NATIONAL STADIUM 2012                   | ARASHI 아라페스 NATIONAL STADIUM 2012                       | 라이브 영상 작품 |
| 15 | 2013년 4월 24일  | ARASHI LIVE TOUR Popcorn                                  |                                                             | 라이브 영상 작품 |
| 16 | 2014년 5월 21일  | ARASHI アラフェス'13 NATIONAL STADIUM 2013                | ARASHI 아라페스'13 NATIONAL STADIUM 2013                    | 라이브 영상 작품 |
| 17 | 2014년 7월 30일  | ARASHI Live Tour 2013 “LOVE”                              |                                                             | 라이브 영상 작품 |
| 18 | 2015년 4월 15일  | ARASHI BLAST in Hawaii                                    |                                                             | 라이브 영상 작품 |
| 19 | 2015년 7월 29일  | ARASHI LIVE TOUR 2014 THE DIGITALIAN                      |                                                             | 라이브 영상 작품 |
| 20 | 2016년 1월 1일   | ARASHI BLAST in Miyagi                                    |                                                             | 라이브 영상 작품 |
| 21 | 2016년 8월 24일  | ARASHI LIVE TOUR 2015 Japonism                            |                                                             | 라이브 영상 작품 |
| 22 | 2017년 5월 31일  | ARASHI LIVE TOUR 2016-2017 ARE YOU HAPPY?                 |                                                             | 라이브 영상 작품 |

## 콘서트
| 연도            | 타이틀                                                      | 의미                                                                           | 회장수 (전 공연수) | 비고 |
| --------------- | ----------------------------------------------------------- | ------------------------------------------------------------------------------ | ------------------ | --- |
| 2000년          | 嵐 FIRST CONCERT 2000                                       | 아라시 FIRST CONCERT 2000                                                      | 2회장 (전 3공연)   | |
| 2000년          | 嵐〜台風ジェネレーション〜SUMMER CONCERT                    | 아라시~태풍 제너레이션~SUMMER CONCERT                                          | 4회장 (전 5공연)   | |
| 2001년          | ARASHI SPRING CONCERT 2001 〜嵐が春の嵐を呼ぶコンサート〜   | ARASHI SPRING CONCERT 2001 ~아라시가 봄의 폭풍을 부르는 콘서트~                | 9회장 (전 14공연)  | 마쓰야마 시 공연이 게이요 지진에 의해 회장의 일부가 손괴되었기 때문에 중지. |
| 2001년 ~ 2002년 | ARASHI All Arena tour Join the STORM nagoya osaka yokohama  |                                                                                | 3회장 (전 7공연)   | |
| 2002년          | ARASHI SUMMER 2002 HERE WE GO!                              |                                                                                | 7회장 (전 13공연)  | 8월 18일은 〈아라시와 함께 개의 기분이 되어 보거나 해 왕왕 와와와왕 특별 공연〉으로서 개최. |
| 2002년 ~ 2003년 | ARASHI STORM CONCERT 2002 新嵐 ATARASHI ARASHI              | ARASHI STORM CONCERT 2002 새로운 아라시 ATARASHI ARASHI                        | 3회장 (전 8공연)   | |
| 2003년          | USO!? 재팬 special summer ARASHI 2003 How's it going?       |                                                                                | 9회장 (전 14공연)  | 2001년에 중지가 된 마츠야마 공연의 2년 너머 실현을 완수했다. |
| 2003년 ~ 2004년 | WINTER CONCERT 2003-2004〜LIVE IS HARD だから HAPPY〜       | WINTER CONCERT 2003-2004~LIVE IS HARD 그래서 HAPPY~                            | 3회장 (전 8공연)   | 1월 5일은 〈닛테레 프레젠츠 D의 아라시! 스페셜 라이브 1회 한정의 도키·Doki·도큐멘트!!〉로서 개최. |
| 2004년          | 2004 Dの嵐! Presents嵐! いざッ、Now Tour!!                  | 2004 D의 아라시! Presents 아라시! 자, Now Tour!!                               | 8회장 (전 12공연)  | |
| 2005년          | 嵐 LIVE 2005 "One" SUMMER TOUR                              | 아라시 LIVE 2005 "One" SUMMER TOUR                                             | 8회장 (전 12공연)  | 마츠모토 준의 발안에 의한 〈무빙 스테이지〉가 첫피로되었다. |
| 2006년          | 嵐 SUMMER TOUR 2006 “ARASHIC ARACHIC ARASICK Cool&Soul”     | 아라시 SUMMER TOUR 2006 “ARASHIC ARACHIC ARASICK Cool&Soul”                    | 11회장 (전 17공연) | |
| 2006년          | ARASHI FIRST CONCERT 2006 in Taipei〜久等了!嵐來了!〜       | ARASHI FIRST CONCERT 2006 in Taipei~오랫동안 기다리셨습니다! 아라시가 왔어요!~ | 1회장 (전 2공연)   | 첫 단독 해외 공연 |
| 2006년          | ARASHI FIRST CONCERT 2006 in Seoul 〜You are my 서울 SOUL〜 |                                                                                | 1회장 (전 2공연)   | 10월 7일에는 방콕의 〈일타이 수호 120주년 기념 플레이 이벤트〉에 출연할 예정이었지만, 9월 19일에 발생한 쿠데타때문에 중지가 되었다. |
| 2007년          | 凱旋記念公演ARASHI AROUND ASIA                              | 개선 기념 공연 ARASHI AROUND ASIA                                              | 2회장 (전 5공연)   | |
| 2007년          | 凱旋記念最終公演 ARASHI AROUND ASIA+in Dome                 | 개선 기념 최종 공연 ARASHI AROUND ASIA+in Dome                                 | 2회장 (전 4공연)   | 겨울에 행해진 개선 기념 공연의 추가 공연. 도쿄 돔에서 《COOL & SOUL for DOME07》를 피로했다. |
| 2007년          | ARASHI SUMMER TOUR 2007 Time -コトバノチカラ-               | ARASHI SUMMER TOUR 2007 Time -말의 힘-                                         | 14회장 (전 28공연) | 당초, 추가 공연으로서 타회장과 마찬가지로, 9월 22일·23일에 요코하마 아레나 공연이 결정되어 있었지만, 재추가 공연으로서 9월 23일·24일에 쿄세라 돔 오사카, 및 10월 7일·8일 도쿄 돔 공연이 결정되었기 때문에, 2공연이 중지·대체가 되었다. |
| 2008년          | ARASHI Marks2008 Dream-A-live                               |                                                                                | 5회장 (전 10공연)  | 첫 전국 5대 돔 투어 |
| 2008년          | arashi marks ARASHI AROUND ASIA 2008                        |                                                                                | 4회장 (전 8공연)   | 두 번째 아시아 투어 사상최초 2일간 국립 경기장 대절 라이브가 되었다. |
| 2009년 ~ 2010년 | ARASHI Anniversary Tour 5×10                                |                                                                                | 6회장 (전 15공연)  | 데뷔 10주년 기념 투어 |
| 2010년 ~ 2011년 | ARASHI 10-11 TOUR "Scene"〜君と僕の見ている風景〜           | ARASHI 10-11 TOUR "Scene"~너와 내가 보고 있는 풍경~                            | 6회장 (전 16공연)  | 8월 21일·22일의 국립 경기장 공연은 〈2010 신궁 외원 불꽃놀이〉 후야제 공연 |
| 2011년 ~ 2012년 | ARASHI LIVE TOUR Beautiful World                            |                                                                                | 6회장 (전 13공연)  | 2011년 9월 2일의 국립 카스미가오카 경기장 공연은 그 해의 대형 태풍 12호의 영향에 의해 동년 같은 달 4일에 연기되었다. |
| 2012년          | アラフェス                                                  | 아라페스                                                                       | 1회장 (전 2공연)   | 세트 리스트는 팬에 의한 투표를 기초로 구성했다. |
| 2012년 ~ 2013년 | ARASHI LIVE TOUR Popcorn                                    |                                                                                | 5회장 (전 16공연)  | 5대 돔 투어 |
| 2013년          | アラフェス `13                                              |                                                                                | 1회장 (전 2공연)   | 2년 연속으로 개최. |
| 2013년          | ARASHI LIVE TOUR 2013 "LOVE"                                |                                                                                | 5회장 (전 16공연)  | 5대 돔 투어 |
| 2014년          | ARASHI BLAST in HAWAI                                       |                                                                                | 1회장 (전 2공연)   | 아라시가 데뷔한 하와이에서 첫 라이브. |
| 2014년          | ARASHI LIVE TOUR 2014 THE DIGITALIAN                        |                                                                                | 5회장              | 5대 돔 투어 |
| 2015년          | ARASHI BLAST in Miyagi                                      |                                                                                | 1회장 (전 4공연)   | 진재 후 첫, 미야기에서의 단독 콘서트 |
| 2015년          | ARASHI LIVE TOUR 2015 Japonism                              |                                                                                | 5회장 (전 17공연)  | 5대 돔 투어 |
| 2016년 ~ 2017년 | ARASHI LIVE TOUR 2015-2016 ARE YOU HAPPY?                   |                                                                                | 5회장 (전 18공연)  | 5대 돔 투어, 이콘서트의 프로듀서겸 크리에이티브디렉션이마츠모토 준 이다 |
| 2017년 ~ 2018년 | ARASHI LIVE TOUR 2017-2018 「untitled」                     |                                                                                | 5회장 (전 18공연)  | 5대 돔 투어 |
| 2018년~2020년   | ARASHI Anniversary Tour 5x20 (+and more                     |                                                                                | 5회장 (전 50공연)  | 5대 돔 투어, 이콘서트의 프로듀서겸 크리에이티브디렉션이마츠모토 준 이다 |

## 출연

### 버라이어티

#### 레귤러
- 아라시의 숙제군 (2006.10.02. ~ 2010.03.22. NTV)
- 비밀의 아라시짱 ( 2008.04.10. ~ 2013.03.21 TBS)
- VS아라시 (2008년 4월 12일 ~ 2020년 12월, 후지 TV) - VS영혼(후지 TV계열, 2021년 ~ 현재, 진행자:아이바 마사키)
- 아라시니시야가레 (2010년 4월 24일 ~ 2020년 12월, 닛폰 TV) - 1억3000만명의SHOW채널(2021년 ~ 현재, 닛폰 TV계열, 진행자:사쿠라이 쇼)

#### 과거
- NHK 위성 제2텔레비전
  - Music Jump (1999년 ~ 2000년 3월 26일)
- 닛폰 TV
  - 니시키오리 카즈키요&아라시! 첫 N.Y.호화 꿈의 필 투어 (2000년 11월 26일)
  - 한밤중의 아라시 (2001년 10월 3일 ~ 2002년 6월 26일)
  - C의 아라시! (2002년 7월 3일 ~ 2003년 6월 25일)
  - D의 아라시! (2003년 7월 2일 ~ 2005년 9월 28일)
  - 아침인데 D의 아라시! (2004년 4월 3일)
  - 24시간 TV 27 〈사랑은 지구를 구한다〉
    - ~당신의 꿈은 모두의 꿈~ (2004년 8월 21일 ~ 8월 22일 (진행 담당))
    - 맹세 ~가장 소중한 약속~ (2008년 8월 30일 ~ 8월 31일 (진행 담당))
    - 미래 ~과거를 되찾을 수 없지만, 미래는 만들어 갈 수 있을 것…~ (2012년 8월 25일 ~ 8월 26일 (진행 담당))

  - G의 아라시! (2005년 10월 5일 ~ 2006년 9월 27일)
  - 오스트레일리아 대륙횡단! 격투 3000km 울트라 스트롱 게임 (2005년 3월30일)
  - 놀라움의 아라시, 세기의 실험 학자도 예측불가능 스페셜 (2006년 9월 26일)
  - 아라시의 숙제군 (2006년 10월 2일 ~ 2010년 3월 22일)
  - 놀라움의 아라시, 세기의 실험 학자도 예측불가능 스페셜2 (2007년 3월 23일)
  - 놀라움의 아라시, 세기의 실험 학자도 예측불가능 스페셜3 (2007년 10월 11일)
  - 놀라움의 아라시, 세기의 실험 학자도 예측불가능 스페셜4 (2008년 4월 6일)
  - 놀라움의 아라시, 세기의 실험 학자도 예측불가능 스페셜5 (2008년 12월 28일)
  - 아라시의 실험&숙제군 SP (2009년 3월 24일)
  - 아라시 챌린지★위크 (2009년 10월 26일 ~ 11월 1일)
- TBS
  - 가키바라제국2000! (2000년 4월 15일 ~ 12월 16일)
  - 가키바라! (2001년 1월 15일 ~ 3월 10일)
  - USO!?재팬 (2001년 4월 14일 ~ 2003년 9월 13일)
  - 탐험! 호문쿨루스 ~뇌와 몸의 미스테리~ (2003년 10월 11일 ~ 2004년 9월 18일)
  - 2007 사상 최대 스포츠 대감사 페스티벌 초일류 운동선수 한번에 대집합 스페셜!! (2007년 12월 25일)
  - 도쿄 프렌즈 파크2 아라시 스페셜 (2008년 3월 31일)
  - 비밀의 아라시 짱! (2008년 4월 10일 ~ 2013년 3월 21일)
- 후지 TV
  - 아라시의 V1 (1999년 10월 30일 ~ 11월 27일)
  - 월드컵 배구 '99년 직전 타모리의 응원단장 같은건 할게 아니야 스페셜 (1999년 10월 31일)
  - 메자마시 TV (1999년 11월 2일 ~ 12월 2일)

〈아라시가 전하는 배구 월드컵 소식〉 코너에 출연
  - 월드 카운트 다운 스페셜 24시간 전부 라이브 LOVE LOVE2000 ~세상의 아이들에게 우리가 사랑으로 할 수 있는 일 (1999년 12월 31일 - 다음 해 1월 1일)
  - 아라시의 확실하게 되어보는 버라이어티 ~ 강아지의 기분이 되어보자 멍! (2002년 1월 4일)
  - 여기는 잘나가는 파출소 (2002년 4월 14일)

본인 역할로 출연. 방송 닫는 곡으로 〈좋은 마음가짐〉를 소개.
  - 아라시의 강아지의 기분이 되어보자 멍멍 (2002년 7월 21일)
  - 나마아라시 LIVESTORM (2002년 10월 5일 ~ 2004년 3월 27일)
  - 아라시노 와자아릿! (2004년 4월 3일 ~ 2005년 3월 26일)
  - 에하라 히로유키 & 아라시 현대인의 고민을 해결하라! 긴급 생방송 스페셜!! ~내일에의 문~ (2007년 3월 31일)
  - 바닐라기분!
    - 마고마고 아라시 (2005년 4월 9일 ~ 2007년 10월 6일)
    - GRA (Golden Rush ARASHI) (2007년 10월 20일 ~ 2008년 3월 29일)
    - VS아라시 (2008년 4월 12일 ~ 2009년 9월 19일)

《바닐라기분!》안의 방송이었지만 단독 프로그램으로 승격했다.
  - 아타라시아라시 (2013년 7월 13일·20일)
- TV 아사히
  - 얏타루J (1999년 10월 20일 ~ 2000년 3월 8일)
  - music-enta (2000년 4월 19일 ~ 2001년 3월 14일)

### 드라마
- V의 아라시 (1999년 10월 11일 ~ 29일, 후지 TV)
- 최후의 약속 (2010년 1월 9일, 후지 TV)

### 영화
- PIKA☆NCHI LIFE IS HARD 그래도 HAPPY (2002년)
- PIKA☆☆NCHI LIFE IS HARD 그래서 HAPPY (2004년)
- 황색눈물 (2007년)
- PIKA☆☆☆NCHI LIFE IS HARD 아마도 HAPPY (2014년)

### 라디오
- 닛폰 방송
  - 아라시의 금요일 (1999년 11월 5일 ~ 26일)
  - 아라시의@llnightnippon.com (2001년 8월 10일)

당시 18세 이하였던 마츠모토만 녹음으로 출연.
  - 알고 있어? 24시. (2003년 7월 28일 ~ 8월 1일)

〈알고 있어? 스토리〉코너에서 라디오 드라마 〈How's it going? 스토리즈〉를 방송.
  - 아라시의 올나이트 닛폰 (2007년 4월 25일)

아이바, 니노미야, 마츠모토는 코멘트 출연.
- FM도쿄
  - 아라시오토 (2000년 4월 3일 ~ 2002년 9월 30일)
- 전국 FM방송 협의회
  - 선데이 스페셜 ARASHI How's it going? (2003년 7월 6일·13일·20일

### 이벤트
- 아라시의 와쿠와쿠 학교~매일매일이 더욱 빛나는 5개의 수업~ (2011년 ~ 2020년)

## 수상
- 2008년
  - 제22회 일본 골드 디스크 대상 THE BEST 10 SINGLES 「Love so sweet」
- 2009년
  - 제23회 일본 골드 디스크 대상 SINGLE OF THE YEAR 「truth/風の向こうへ」
  - 일본 골드 디스크 대상 THE BEST 10 SINGLE 「truth/風の向こうへ」 「One Love」 「Beautiful days」
  - 일본 골드 디스크 대상 THE BEST MUSIC VIDEO 『SUMMER TOUR 2007 FINAL Time -コトバノチカラ-』

- 2010년
  - 제24회 일본 골드 디스크 대상 ARTIST OF THE YEAR
  - 일본 골드 디스크 대상 SINGLE OF THE YEAR 「Believe/曇りのち、快晴」
  - 일본 골드 디스크 대상 THE BEST 5 SINGLE 「明日の記憶/Crazy Moon〜キミ・ハ・ムテキ〜」 「Everything」 「Believe/曇りのち、快晴」 「マイガール」
  - 일본 골드 디스크 대상 ALBUM OF THE BEST 『All the BEST! 1999-2009』
  - 일본 골드 디스크 대상 THE BEST 5 ALBUM 『All the BEST! 1999-2009』
  - 일본 골드 디스크 대상 THE BEST MUSIC VIDEO 『ARASHI AROUND ASIA 2008 in TOKYO』 『5×10 All the BEST! CLIPS 1999-2009』

- 2011년
  - 제25회 일본 골드 디스크 대상 ARTIST OF THE YEAR
  - 일본 골드 디스크 대상 ALBUM OF THE YEAR 『僕の見ている風景』
  - 일본 골드 디스크 대상 THE BEST 5 ALBUMS 『僕の見ている風景』
  - 일본 골드 디스크 대상 THE BEST 5 SINGLES 「Troublemaker」 「Monster」
  - 일본 골드 디스크 대상 THE BEST MUSIC VIDEOS 『ARASHI Anniversary Tour 5×10』

- 2012년
  - 제26회 일본 골드 디스크 대상 BEST 5 ALBUMS 『Beautiful World』
  - 일본 골드 디스크 대상 BEST MUSIC VIDEO 『ARASHI 10-11 TOUR“Scene”～君と僕の見ている風景～STADIUM』 『ARASHI 10-11 TOUR“Scene”～君と僕の見ている風景～DOME』
- 2013년
  - 제27회 일본 골드 디스크 대상 BEST MUSIC VIDEO 『ARASHI LIVE TOUR Beautiful World』

- 2014년
  - 제28회 일본 골드 디스크 대상 ALBUM OF THE YEAR 『LOVE』
  - 일본 골드 디스크 대상 BEST 5 ALBUMS 『LOVE』
  - 일본 골드 디스크 대상 BEST MUSIC VIDEO 『ARASHI LIVE TOUR Popcorn』 『アラフェス』
- 2015년
  - 제29회 일본 골드 디스크 대상 ARTIST OF THE YEAR
  - 일본 골드 디스크 대상 BEST MUSIC VIDEO 『ARASHI アラフェス'13 NATIONAL STADIUM 2013』 『ARASHI Live Tour 2013 “LOVE”』

- 2016년
  - 제30회 일본 골드 디스크 대상 ARTIST OF THE YEAR
  - 일본 골드 디스크 대상 ALBUM OF THE YEAR 『Japonism』
  - 일본 골드 디스크 대상 BEST 5 ALBUMS 『Japonism』
  - 일본 골드 디스크 대상 BEST MUSIC VIDEO 『ARASHI BLAST in Hawaii』 『ARASHI LIVE TOUR 2014 THE DIGITALIAN』

- 2017년
  - 제31회 일본 골드 디스크 대상 ARTIST OF THE YEAR
  - 일본 골드 디스크 대상 BEST 5 ALBUMS 『Are You Happy?』
  - 일본 골드 디스크 대상 BEST MUSIC VIDEO 『ARASHI BLAST in Miyagi』 『ARASHI LIVE TOUR 2015 Japonism』